# BIRD (satélite)
BIRD, acrônimo de Bispectral Infra-Red Detection, é um satélite artificial alemão que foi lançado no dia 22 de outubro de 2001 por um foguete indiano PSLV a partir do Centro Espacial de Satish Dhawan.

## Características
A missão do BIRD, de 94 kg de massa, é servir como demostrador de tecnologia para sensores de detecção remota e realizar observações da superfície terrestre, a fim de observar incêndios florestais e mudanças na vegetação.

## Instrumentos
O BIRD tem dois instrumentos a bordo:
HSRS (hot spots Recognition Sensor System): um sensor infravermelho de dois canais para a observação da superfície terrestre.
WAOSS-B (Wide-Angle Optoelectronics Stereo Scanner): uma câmera estereográfica de grande angular.